# Marjorie Daw
Marjorie Daw, nata Margaret House (Colorado Springs, 19 gennaio 1902 – Huntington Beach, 18 marzo 1979), è stata un'attrice statunitense del cinema muto.

## Biografia
Nata Margaret House a Colorado Springs, restò orfana molto giovane insieme al fratello minore Chandler. Fece il suo debutto cinematografico come attrice bambina nel 1914. Nella sua carriera, Marjorie Daw interpretò oltre una settantina di film. Si ritirò dagli schermi nel 1929, all'avvento del sonoro. Nello stesso anno aveva sposato il suo secondo marito, il produttore Myron Selznick.

### Vita privata
Marjorie Daw si sposò una prima volta nel 1923 con il regista A. Edward Sutherland. I due divorziarono nel 1925 e l'attrice convolò a nuove nozze nel 1929 con Myron Selznick. Il nuovo matrimonio durò fino al 1942. Era sorella dell'attore Chandler House.

### Morte
L'attrice morì il 18 marzo 1979. Venne sepolta al Cypress View Mausoleum and Crematory di San Diego, in California.

## Riconoscimenti
- Young Hollywood Hall of Fame (1908-1919)

## Filmografia
- The Love Victorious (1914)
- The Warrens of Virginia, regia di Cecil B. DeMille (1915)
- The Unafraid, regia di Cecil B. DeMille (1915)
- The Captive, regia di Cecil B. deMille (1915)
- The Chorus Lady, regia di Frank Reicher (1915)
- Giovanna d'Arco (Joan the Woman), regia di Cecil B. DeMille (1916)
- The House with the Golden Windows, regia di George Melford (1916)
- Rebecca of Sunnybrook Farm, regia di Marshall Neilan (1917)
- Il Giaguaro (The Jaguar's Claws), regia di Marshall Neilan (1917)
- Un moschettiere moderno (A Modern Musketeer), regia di Allan Dwan (1917)
- Sette giorni di gioia (He Comes Up Smiling), regia di Allan Dwan  (1918)
- Ci penso io! (Mr. Fix-It), regia di Allan Dwan (1918)
- Dite un po' giovinotto! (Say! Young Fellow), regia di Joseph Henabery (1918)
- Avventura marocchina di Douglas (Bound in Morocco), regia di Allan Dwan (1918)
- Douglas l'avventuriero dilettante (The Knickerbocker Buckaroo), regia di Albert Parker (1919)
- Sua Maestà Douglas (His Majesty, the American), regia di Joseph Henabery (1919)
- Don't Ever Marry, regia di Victor Heerman, Marshall Neilan (1920)
- The River's End , regia di Victor Heerman, Marshall Neilan (1920)
- Bob Hampton of Placer, regia di Marshall Neilan (1921)
- Giovinezza (Experience), regia di George Fitzmaurice (1921)
- Cheated Hearts, regia di Hobart Henley (1921)
- The Lying Truth, regia di Marion Fairfax (1922)
- The Lone Hand, regia di B. Reeves Eason (1922)
- Quando donna vuole (A Fool There Was), regia di Emmett J. Flynn  (1922)
- Love Is an Awful Thing, regia di Victor Heerman (1922)
- The Call of the Canyon, regia di Victor Fleming (1923)
- Barefoot Boy, regia di David Kirkland (1923)
- Il signore delle nuvole (Going Up), regia di Lloyd Ingraham (1923)
- La voragine splendente (The Dangerous Maid), regia di Victor Heerman (1923)
- One Way Street, regia di John Francis Dillon (1925)
- His Master's Voice, regia di Renaud Hoffman (1925)
- Home Made, regia di Charles Hines  (1927)